# (17139) Malyshev
(17139) Malyshev est un astéroïde de la ceinture principale.

## Description
(17139) Malyshev est un astéroïde de la ceinture principale. Il fut découvert le 12 mai 1999 à Socorro (Nouveau-Mexique) par LINEAR. Il présente une orbite caractérisée par un demi-grand axe de 2,37 UA, une excentricité de 0,13 et une inclinaison de 6,6° par rapport à l'écliptique.

## Compléments